# Nguyễn Thái Tự
Tiến sĩ Nguyễn Thái Tự (sinh 1937) là một nhà nghiên cứu về cá nước ngọt nổi tiếng tại Việt Nam. Ông được biết đến như là một người tự làm Luận án Tiến sĩ mà không cần người hướng dẫn - một trường hợp hiếm có trong lịch sử đào tạo của Việt Nam. Ông được Nhà nước Việt Nam trao tặng Giải thưởng Hồ Chí Minh năm 2012 vì những đóng góp của mình đối với ngành ngư học.

## Thân thế
Ông sinh năm 1937 tại thôn Yên Tứ, xã Diêm Trường, tổng Đô Lương, nay là xã Yên Sơn, huyện Đô Lương., trong gia đình có 7 anh chị em, là dòng dõi của Tiến sĩ triều Nguyễn [Nguyễn Thái Đễ], Phó bảng Nguyễn Thái Tuân.Thân sinh là Ông Nguyễn Thái Hiến tốt nghệp trường Canh nông Tuyên Quang là người sáng lập nghề làm vườn và là ông Tổ nghề trồng hoa Đà Lạt.
Năm 1950, tuy đã đậu vào lớp 8 trường Huỳnh Thúc Kháng (chỉ khoảng 100 người)ông vẫn phải bỏ học về nhà làm ruộng. Sau ba năm nghỉ học, ông tiếp tục xuống Vinh vừa kiếm sống, vừa tiếp tục học tại trường Huỳnh Thúc Kháng.Năm 1959, ông thi đậu vào trường Đại học Tổng hợp Hà Nội và theo học ngành Vạn vật học. Học được 3 năm, theo yêu cầu của Bộ Giáo dục, ông cùng một số cán bộ giảng dạy của trường ĐH Tổng hợp Hà Nội về dạy ở Đại học Sư phạm Vinh. Ông gắn bó với khoa Sinh học từ đó cho đến khi về nghỉ hưu.

## Sự nghiệp khoa học
Sau khi đậu vào trường Đại học Tổng hợp, ông lựa chọn nghiên cứu về loài Chuột và các loại động vật gặm nhấm phổ biến ở Việt Nam. Một lần khi đang bắt con chuột cống để đo kích thước thì trời tối, ông nhốt nó vào một cái lồng sắt. Sáng hôm sau khi thức dậy thì con chuột đã chui ra mặc dù mắt lưới nhỏ hơn kích thước con chuột nhiều lần. Ông phát hiện ra khả năng tự co mình của loài chuột để tiết kiệm rất nhiều năng lượng khi đào hang. Chính nhờ phát hiện này, ông đã lọt vào "cặp mắt xanh" của Giáo sư Đào Văn Tiến - là giáo sư đầu ngành về động vật học Việt Nam (1,2,3,4)</ref>.
Năm 1962, ông về công tác tại khoa Sinh học, Đại học Sư phạm Vinh và vẫn tiếp tục nghiên cứu về loài chuột. Cho đến lúc Trường phải đi sơ tán vì chiến tranh. Giữa núi rừng Thạch Thành, Thanh Hóa dù điều kiện nghiên cứu hết sức khó khăn ông vẫn miệt mài nghiên cứu với đề tài: "Góp phần nghiên cứu để thống nhất hệ thống thuật ngữ Động vật học Việt Nam". Báo cáo được công bố ở Ủy ban Khoa học Nhà nước(39, Trần Hưng Đạo, Hà Nội). Nhiều thuật ngữ do Ông đề xuất được cả nước sử dụng từ đó cho đến nay. 
Năm 1973, trường ĐH Sư phạm Vinh trở lại TP.Vinh. Để thực hiện nguyên lý giáo dục đại học "kết hợp giảng dạy, học tập với nghiên cứu khoa học thực tiễn" do GS-Bộ trưởng Tạ Quang Bửu khởi xướng. Ông chuyển hướng nghiên cứu với đề tài "Cá và nghề cá Sông Lam". Đến 1983, ông đem một phần kết quả nghiên cứu của đề tài này để bảo vệ Luận án Phó Tiến sĩ tại trường ĐH Tổng hợp Hà Nội với tên luận án "Khu hệ cá lưu vực sông Lam" (không có người hướng dẫn)(5)
Năm 1992, khi Giáo sư - Viện sĩ Nguyễn Văn Hiệu khởi dựng chương trình "Nghiên cứu khoa học cơ bản trong lĩnh vực khoa học tự nhiên", Nguyễn Thái Tự được tham gia với cương vị chủ nhiệm đề tài cấp Nhà nước "Bảo tồn đa dạng sinh học Bắc Trường Sơn" kéo dài 14 năm. Giai đoạn này, Ông hợp tác với nhiều tổ chức khoa học quốc tế như: WWF, FFI, SIDA và liên tiếp cho ra đời nhiều công trình khoa học về các khu hệ cá ở Bến En (Thanh Hóa), Phong Nha - Kẻ Bàng (Quảng Bình), Vũ Quang (Hà Tĩnh(6,7). Năm 1992, khi cùng đoàn khảo sát đa dạng sinh học Khu bảo tồn thiên nhiên Vũ Quang do Tiến sĩ John Mackinnon lãnh đạo, Nguyễn Thái Tự đã phát hiện một loài cá mới cho thế giới với tên khoa học đầy đủ Parazacco vuquangensis, Tu, 1995 (8)</ref>. Đến năm 2007, loài cá này được đưa vào Sách Đỏ Việt Nam(9)và Danh lục Đỏ Việt Nam (10)
Được sự tài trợ của ARCBC, Ông phát hiện các giá trị độc đáo mang tính toàn cầu của Khu hệ cá núi đá vôi Phong Nha- Kẻ Bàng và đề xuất những giải pháp khả thi để bảo tồn các giá trị đó(11).
Ông phát hiện PNKB là trung tâm phát sinh của tộc Cyprinini và chi Cyprynus.
Trên cơ sở nguồn gốc địa lý - động vật thành phần loài các loài cá nước ngọt Đông Nam Á và Trung quốc, Ông vạch được đường ranh giới của 2 tỉnh địa lý- động vật cá nước ngọt Bắc Việt Nam - Hoa Nam và tỉnh Mekong. Ông đã hiệu chỉnh bản đồ phân vùng cá nước ngọt Việt Nam(12, 13)
Về chiều sâu, Ông đã xây dựng được hệ thống học của phân họ cá mương (Cultrinae) (14). Tìm được phân bố gốc của chi cá chép từ Quảng Ngãi đến Hoa Nam -Trung Quốc trên các sông đổ ra biển Đông và quá trình phát tán đến khắp toàn cầu của loài cá chép (Cyprinus carpio)(15)
Ông chỉ rõ: Việt Nam là nước có tính đa dạng sinh học cao, nên chuyên canh trong nông nghiệp ở Việt Nam là làm trái quy luật, đồng thời Ông đề xuất chiến lược phát triển nông nghiệp bền vững phải dựa trên nguyên lý và 3 quy luật cơ bản của đa dạng sinh học (16).
Để chuyển giao cho thế hệ các nhà khoa học trẻ ông đã viết: " Những bài học quý về kết hợp giảng dạy, học tập ở bậc đại học với nghiên cứu khoa học phục vụ thực tiễn" nhằm thức dậy niềm đam mê khoa học và trao cho sinh viên phương pháp khoa học để tự mình có thể tiếp cận những tri thức khoa học hiện đại(17)
Trong suốt thời gian nghiên cứu của mình, Tiến sĩ Nguyễn Thái Tự đã phát hiện 162 loài cá nước ngọt ở Phong Nha - Kẻ Bàng trong tổng số 544 loài của cả nước, trong đó có rất nhiều loài mới của Việt Nam và thế giới. Ông đã công bố 72 công trình khoa học cấp quốc gia và quốc tế, viết 10 cuốn sách nghiên cứu về cá, trong đó có những giáo trình về động vật chí Việt Nam, sách đỏ và danh mục đỏ Việt Nam. Năm 2012, tiến sĩ Nguyễn Thái Tự được tặng Giải thưởng Hồ Chí Minh về khoa học và công nghệ.
Để tri ân tổ tiên, ông sưu tầm tư liệu để viết cuốn "Tìm hiểu lịch sử họ Nguyễn Thái-Văn Tràng"(18)Ông chủ trì biên soạn gia phả họ Nguyễn Thái (1500-2012)rồi tung lên mạng để con cháu họ Nguyễn Thái sống và làm việc khắp muôn phương trên thế giới biết về nguồn cội và tiếp nối (18)

## Vinh danh
Năm 2012, Chủ tịch nước tặng thưởng Giải thưởng Hồ Chí Minh về Khoa học, Công nghệ cho cụm công trình "Động vật chí Việt Nam và thực vật chí Việt Nam, sách đỏ và danh lục đỏ Việt Nam". 
Đây là công trình lớn liên quan đến nhiều đề tài khoa học do 45 tác giả và 77 cộng sự đóng góp. Riêng Tiến sĩ Nguyễn Thái Tự đã đóng góp phần nghiên cứu chuyên sâu về cá nước ngọt. Đây là công trình mang tầm quốc gia và quốc tế và là kết quả của hoạt động điều tra, khảo sát, nghiên cứu về cá nước ngọt trong suốt một quá trình lâu dài từ đầu thế kỷ tới nay.

## Các công trình đã công bố
- Nguyễn Thái Tự, 1983 Thành phần loài và đặc tính phân bố khu hệ cá lưu vực sông Lam. Tạp chí sinh học Tập 7, số 2:18,19
- Nguyễn Thái Tự (Chủ biên), 1995. Tuyển tập hội thảo Đa dạng Sinh học Bắc Trường Sơn (lần thứ nhất). Nhà xuất bản Khoa học và Kỹ thuật Hà Nội. Nguyễn Thái Tự (Chủ biên), 1999. Tuyển tập hội thảo Đa dạng Sinh học Bắc Trường Sơn. Nhà xuất bản Đại học Quốc gia Hà Nội.
- Nguyen Thai Tu, 1996. Parazacco vuquangensis - A new Species of Cyprinidae from Vietnam. Ithyological Exploration of Freshwater, vol. 6, N0. 1: 77- 80.
- Nguyễn Thái Tự (Đồng tác giả).2007 Sách đỏ Việt Nam. Nhà xuất bản Khoa học và Kỹ thuật Hà Nội.
- Nguyễn Thái Tự (Đồng tác giả).2007 Danh luc đỏ Việt Nam. Nhà xuất bản Khoa học và Kỹ thuật Hà Nội.
- Nguyen Thai Tu, 2003. Conservation of unique and valuable fish diversity in Phong Nha- Ke Bang Limestone Mountains. ARCBC Regional Research Grant Conference Bangkok - Thailand. 01-01-December. Nguyễn Thái Tự,2013. Bảo tồn các giá trị độc đáo có tính toàn cầu của khu hệ cá Vườn Quốc gia Phong Nha – Kẻ Bàng.. Tạp chí Thông tin Khoa học và Công nghệ Quảng Bình. Số 3-2013:132-138. Hội thảo Quốc gia: Di sản văn hóa và di sản thiên nhiên khu vực Bắc miền Trung: Bảo tồn và phát huy giá trị: 95-105.
- Nguyễn Thái Tự và ctv, 2005. Địa lý động vật cá nước ngọt Việt Nam. Những vấn dề co ban trong khoa hoc sự sống Hội thảo quốc gia về Khoa học sự sống. Nhà xuất bản Khoa học và Kỹ thuật Hà Nội: 1106 - 1109.
- Nguyễn Thái Tự, 2002. Phát triển bền vững vườn nhà và trang trại trên nền tảng Đa dạng Sinh học. Tạp chí hoạt động Khoa học. Số 9: 22 - 24.
- Nguyen Thai Tu, 1994. Species Composition, Distribution and Phylogenetic Relationships of the Subfamily Cultrinae. Proceedings of the National Center for Scientific Research of Vietnam. Vol. 6, N0. 1: 83-95.
- Nguyễn Thái Tự, Lê Viết Thắng, Lê Thị Bình, Nguyễn Xuân Khoa, 1999. Giống Cyprinus Linnaeus, 1758 và một loài cá mới Cyprinus quidatensis được hình thành bằng con đường cách ly địa lý. Tuyển tập Hội thảo Đa dạng Sinh học Bắc Trường Sơn (lần thư 2). Nhà xuất bản Đại học Quốc gia Hà Nội: 7- 8.
- Nguyễn Thái Tự, 1999. Phát triển bền vững vườn nhà trên nền tảng Đa dạng Sinh học. Trong cuốn kết quả nghiên cứu các đề án VNRP tập 2: 201 -218. Nhà xuất bản Nông nghiệp Hà Nội.
- Nguyễn Thái Tự, 2009. Những bài học quý về giảng dạy và nghiên cứu khoa học ở bậc đại học. Đại học Vinh 50 năm thành lập
- Nguyễn Thái Tự, 2012 Tìm hiểu lịch sử họ Nguyễn Thái(Văn Tràng) Nhà xuất bản Nghệ An